# آب‌سنگ حلقوی با
ابسنگ حلقوی با (به لاتین: Baa Atoll) یک منطقهٔ مسکونی در مالدیو است که در مالدیو واقع شده‌است. ابسنگ حلقوی با ۸٬۸۷۸ نفر جمعیت دارد.